# Roberto Mezzaroma
Roberto Mezzaroma (Roma, 11 agosto 1946) è un politico italiano, esponente di Forza Italia e già parlamentare europeo.

## Biografia
Laureato in architettura, è membro di una importante famiglia di costruttori romani .È stato eletto deputato europeo alle elezioni del 1994 per le liste di Forza Italia. È stato presidente della Delegazione per le relazioni con il Sudafrica, vicepresidente del gruppo parlamentare "Unione per l'Europa", membro della Commissione per i problemi economici e monetari e la politica industriale, della Commissione per gli affari sociali e l'occupazione, della Delegazione per le relazioni con la Russia, della Delegazione alla commissione parlamentare mista UE-Malta, della Sottocommissione monetaria.
È tra i fondatori del Movimento Etico per la Difesa Internazionale Crocifisso (MEDIC).
Nel 2009 è condannato a 1 anno e 8 mesi per aggiotaggio , nel 2012 si candida con il Comitato dei 500  a governatore della regione Lazio, nel 2023 è stato riconfermato vicepresidente dell’Ucid (Unione Cristiana Imprenditori Dirigenti),nel 2024 ha presentato in Cassazione una proposta di legge per eliminare €500 miliardi  di sprechi ed è stato promotore del Comitato Stiamo Uniti.
Sport
Ha detenuto il 14% della Società Sportiva Lazio  .